# Jebúsejci
Jebúsejci je etnické jméno národa, který sídlil v horách kolem Jeruzaléma ke konci 2. tisíciletí př. n. l. (Nu 13,29; Joz 11,3; Joz 15,8; 18,16). Jejich praotcem byl Jebúsejec, třetí syn Kenaana (Gn 10,16; 1 Pa 1,14). Bible o nich mluví jako o odlišné a menšinové skupině vedle Emorejců a Chetejců. Nejdůležitějším městem jejich území byl Jebús, dnešní Jeruzalém (Sd 19,10n; 1 Pa 11,4n), jehož obyvatelům se říkalo "Jebúsejci" (Gn 15,21; Ex 3,8). Později se tohoto výrazu užívá o jeho původních obyvatelích.
Nejstarším králem (pokud jím nebyl Malkísedek) byl podle knihy Jozue (10,1) Adonísedek, jenž si na pomoc před izraelskou invazí pozval své emorejské spojence. Když Judejci Jebús dobyli, vypálili ho (Sd 1,8), ale teprve David ho ovládl definitivně (2 S 5,6). 